# Traphera apicalis
Traphera apicalis är en tvåvingeart som beskrevs av Frey 1932. Traphera apicalis ingår i släktet Traphera och familjen bredmunsflugor. Inga underarter finns listade i Catalogue of Life.